# Norroy-le-Veneur
Norroy-le-Veneur – miejscowość i gmina we Francji, w regionie Grand Est, w departamencie Mozela.
Według danych na rok 1990 gminę zamieszkiwało 795 osób, a gęstość zaludnienia wynosiła 94 osób/km² (wśród 2335 gmin Lotaryngii Norroy-le-Veneur plasuje się na 443. miejscu pod względem liczby ludności, natomiast pod względem powierzchni na miejscu 711.).